# Купусовичи
Купусовичи (серб. Купусовићи / Kupusovići) — село в общине Вишеград Республики Сербской Боснии и Герцеговины. В настоящее время село необитаемо.